# مارثا فولي
مارثا فولي (بالإنجليزية: Martha Foley)‏ هي صحفية أمريكية، ولدت في 1897 في بوسطن في الولايات المتحدة، وتوفيت في 1977 في نورثامبتون في المملكة المتحدة.